# Cerți, Nedrîhailiv
Cerți (în ucraineană Черці) este un sat în comuna Kozelne din raionul Nedrîhailiv, regiunea Sumî, Ucraina.

## Demografie
Componența lingvistică a localității Cerți
     Ucraineană (100%)
Conform recensământului din 2001, toată populația localității Cerți era vorbitoare de ucraineană (100%).